# Sony Ericsson C905

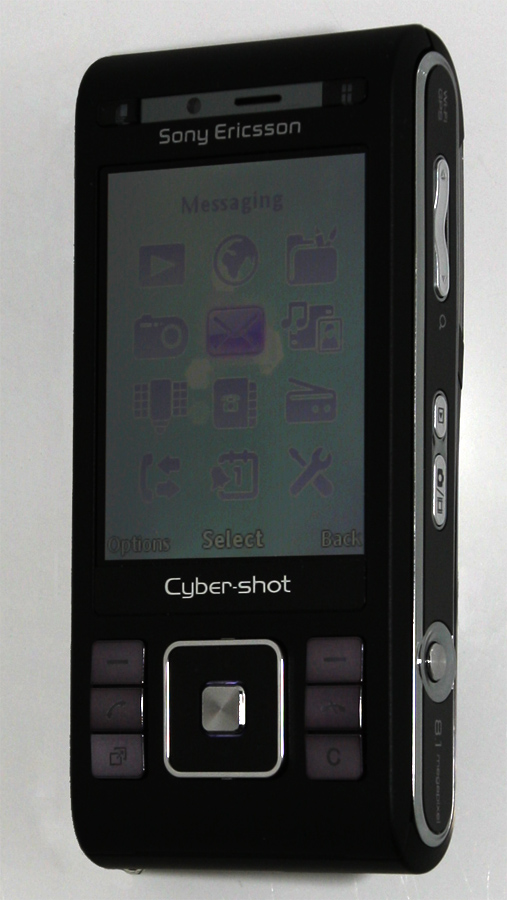
Sony Ericsson C905.

Sony Ericsson C905 är en kamerainriktad mobiltelefon från Sony Ericsson. Måtten är 104,0 x 49,0 x 18,0 mm och vikten 136 gram.

## Kamera
Sony Ericsson C905 är SonyEricsson:s första kameramobil med 8,1 megapixel. Den har också BestPic, Autofocus, Xenonblixt, reducering av röda ögon, digital zoom, bildstabilisator och fotobloggning. Med fotobloggning kan man skicka upp bilder till bloggen direkt efter att man har tagit den. Med bestPic kan man välja den / de bästa av nio bilder som tas när man håller ner avtryckarknappen. Och eftersom C905 har inbyggd GPS kan man se var bilden är tagen med hjälp av Geo Tagging. Man kan också spela in video.

## Mediaspelaren
Mediaspelaren i C905 är nästan samma som i Sony Ericssons Walkman mobiler. Den största skillnaden är att den saknar Walkman-loggan och funktioner som Shake Control och Sense Me. I mediamenyn samlas bilder, musik, videor, spel och RSS-flöden. Bilderna sorteras efter datum då de är tagna. Musiken kan sorteras efter artist och album, och man kan skapa egna spellistor. Mediaspelaren kan också visa albumomslag.

## InbyggdaGPS
C905 har inbyggd aGPS. aGPS innebär att telefonen kan ta hjälp av mobilnätet för att hitta sin position snabbare. Detta kan användas för att geotagga bilder eller navigera. En testversion av Wayfinder Navigator följer med, telefonen har också Google Maps.

## Specifikationer
| - Display: 240 x 320 pixlar, 256K färger - Inbyggt minne: 160 MB - Nätverk: GSM 850/900/1800/1900, HSDPA 2100 - C905, HSDPA 850 / 2100 / 900 - C905a - Samtalstid: 9 timmar - Passningstid: 380 timmar - aGPS - Bluetoothteknik - Modem - Synkronisering med PC - USB-lagring - USB-stöd - 3D-spel - Direktuppspelad video - Java - Media - FM-radio med RDS - Visa video - Högtalartelefon | - Direktuppspelad video - Polyfona ringsignaler - Vibratorsignal - Videosamtal - E-post - Exchange ActiveSync - Förutsägbar textinmatning - Ljudinspelare - Snabbmeddelanden - SMS - Anteckningar - Flygplansläge - Kalender - Miniräknare - Telefonbok - Tidtagarur - Timer - Uppgifter - Väckarklocka |